# NGC 4313
NGC 4313 је спирална галаксија у сазвежђу Девица која се налази на NGC листи објеката дубоког неба.
Деклинација објекта је + 11° 48' 4" а ректасцензија 12h 22m 38,3s. Привидна величина (магнитуда) објекта NGC 4313 износи 12,0 а фотографска магнитуда 12,8. NGC 4313 је још познат и под ознакама UGC 7445, MCG 2-32-16, CGCG 70-34, VCC 570, IRAS 12200+1204, PGC 40105.